# Pierre-Montan Berton
Pour les articles homonymes, voir Pierre Berton et Berton.
Pierre-Montan Berton est un musicien et compositeur français, né à Maubert-Fontaine le 7 janvier 1727 et mort à Paris le 14 mai 1780. Il est le père du violoniste et compositeur Henri-Montan Berton.

## Biographie
Après avoir étudié l'orgue et la composition à Senlis, il devient directeur du Grand Théâtre de Bordeaux. En 1755, il est nommé surintendant de la musique du roi et chef d'orchestre de l'Opéra. Il devient codirecteur de l'Opéra avec Jean-Claude Trial de 1767 à 1769 et seul directeur de 1775 à 1777 et enfin, de mars à mai 1780, directeur général.
Sous son administration s'opère une véritable révolution musicale, due aux chefs-d'œuvre de Christoph Willibald Gluck et de Niccolò Vito Piccinni. Il donne lui-même plusieurs opéras, dont Érosine (1764), et le divertissement de Cythère assiégée (1775).
Sa Nouvelle Chaconne, en mi mineur (1762), connue parfois sous le nom de Chaconne de Lebreton, était célèbre au XVIIIe siècle.

## Œuvres
- Sylvie, pastorale héroïque en 3 actes, avec Pierre de La Garde et Jean-Claude Trial, livret de Pierre Laujon, 1749
- Deucalion et Pyrrha, ballet en 1 acte, avec François-Joseph Giraud, livret de Pierre de Morand et Poullain de Saint-Foix, 1755
- Érosine, pastorale héroïque en 1 acte, livret de Moncrif, 1765
- Théonis, ou le Toucher, pastorale héroïque en 1 acte, avec Louis Granier et Jean-Claude Trial, livret de Poinsinet, 1767
- Linus, tragédie lyrique en 5 actes, avec Antoine Dauvergne et Jean-Claude Trial, livret de Charles-Antoine Leclerc de La Bruère, 1769